# All-Star Game de la NBA 1959
El noveno All-Star Game de la NBA de la historia se disputó el día 23 de enero de 1959 en el Olympia Stadium de la ciudad de Detroit, Míchigan. El equipo de la Conferencia Este estuvo dirigido por Red Auerbach, entrenador de Boston Celtics, y el de la Conferencia Oeste por Ed Macauley, de St. Louis Hawks. La victoria correspondió al equipo del Oeste, por 124–108, siendo elegidos MVP del All-Star Game de la NBA por tercera vez en su carrera el ala-pívot de los Hawks Bob Pettit, que consiguió 25 puntos y 16 rebotes, y el rookie Elgin Baylor, que anotó 24 puntos y capturó 11 rebotes, siendo la primera vez que el premio era compartido. El partido fue seguido en directo por 10.541 espectadores. A los dos jugadores citados hay que añadir como destacados en el partido al escolta de Cincinnati Royals Jack Twyman, que consiguió 18 puntos, y por el Este Paul Arizin de Philadelphia Warriors que anotó 16, uno más que Ken Sears de New York Knicks. Fue la tercera victoria del Oeste en 9 ediciones.

## Estadísticas

### Conferencia Oeste
| CONFERENCIA OESTE          |     |     |     |     |     |     |     |     |
| Jugador, Equipo            | MIN | TCA | TCI | TLA | TLI | REB | AST | PTS |
| Cliff Hagan, St. Louis     | 22  | 6   | 12  | 3   | 3   | 8   | 3   | 15  |
| Elgin Baylor, Minneapolis  | 32  | 10  | 20  | 4   | 5   | 11  | 1   | 24  |
| Bob Pettit, St. Louis      | 34  | 8   | 21  | 9   | 9   | 16  | 5   | 25  |
| Gene Shue, Detroit         | 31  | 6   | 11  | 1   | 2   | 4   | 3   | 13  |
| Slater Martin, St. Louis   | 22  | 2   | 6   | 1   | 2   | 6   | 1   | 5   |
| George Yardley, Detroit    | 17  | 2   | 8   | 2   | 2   | 4   | 0   | 6   |
| Jack Twyman, Cincinnati    | 23  | 8   | 12  | 2   | 4   | 8   | 3   | 18  |
| Larry Foust, Minneapolis   | 16  | 3   | 9   | 2   | 2   | 9   | 0   | 8   |
| Dick McGuire, Detroit      | 24  | 2   | 7   | 1   | 2   | 3   | 3   | 5   |
| Dick Garmaker, Minneapolis | 19  | 2   | 6   | 1   | 1   | 2   | 1   | 5   |
| Totales                    | 240 | 49  | 112 | 26  | 32  | 71  | 20  | 124 |

MIN: Minutos. TCA: Tiros de campo anotados. TCI: Tiros de campo intentados. TLA: Tiros libres anotados. TLI: Tiros libres intentados. REB: Rebotes. AST: Asistencias. PTS: Puntos

### Conferencia Este
| CONFERENCIA ESTE                |     |     |     |     |     |     |     |     |
| Jugador, Equipo                 | MIN | TCA | TCI | TLA | TLI | REB | AST | PTS |
| Ken Sears, New York             | 26  | 5   | 9   | 5   | 5   | 8   | 1   | 15  |
| Paul Arizin, Philadelphia       | 30  | 4   | 15  | 8   | 9   | 8   | 0   | 16  |
| Bill Russell, Boston            | 27  | 3   | 10  | 1   | 1   | 9   | 1   | 7   |
| Bill Sharman, Boston            | 24  | 3   | 12  | 5   | 6   | 2   | 0   | 11  |
| Bob Cousy, Boston               | 32  | 4   | 8   | 5   | 6   | 5   | 4   | 13  |
| Dolph Schayes, Syracuse         | 22  | 3   | 11  | 7   | 8   | 13  | 1   | 13  |
| Woody Sauldsberry, Philadelphia | 18  | 5   | 11  | 4   | 4   | 2   | 3   | 14  |
| Johnny Kerr, Syracuse           | 21  | 3   | 14  | 1   | 2   | 9   | 2   | 7   |
| Larry Costello, Syracuse        | 18  | 3   | 8   | 1   | 1   | 3   | 3   | 7   |
| Richie Guerin, New York         | 22  | 1   | 7   | 3   | 5   | 3   | 3   | 5   |
| Totales                         | 240 | 34  | 108 | 40  | 47  | 62  | 18  | 108 |

MIN: Minutos. TCA: Tiros de campo anotados. TCI: Tiros de campo intentados. TLA: Tiros libres anotados. TLI: Tiros libres intentados. REB: Rebotes. AST: Asistencias. PTS: Puntos